# Райт, Николас Томас
Николас Томас Райт (англ. Nicholas Thomas Wright; 1 декабря 1948, Морпет, Англия, Великобритания) — англиканский теолог и библеист, епископ Церкви Англии и ведущий специалист по Новому Завету.

## Биография
Райт был епископом Дарема в Церкви Англии с 2003 и до своей отставки в 2010 году.
В настоящее время он профессор-исследователь Нового Завета и раннего христианства в колледже Св. Марии Сент-Эндрюсского университета в Шотландии.
Среди современных исследователей Нового Завета, Райт является важным сторонником традиционных взглядов на богословские вопросы, включая телесное воскресение Христа и второе пришествие.

## Публикации на русском языке
- Авторитет Писания и власть Бога. — Черкассы: Коллоквиум, 2007
- Апостол Павел и верность Бога. т.1. — Черкассы: Коллоквиум, 2014
- Божий Суд : Что нас ждет на самом деле согласно Библии. — М.: Эксмо, 2013
- Бог есть. Что дальше. — М.: Эксмо, 2011
- Воскресение Сына Божьего. — М.: ББИ, 2011
- Главная тайна Библии. Смерть и жизнь после смерти в христианстве. — М.: Эксмо, 2009
- Райт Т., Эванс К.[англ.]. Иисус: Последние дни: что же произошло на самом деле = Jesus, the Final Days: What Really Happened / пер. с англ. М. И. Завалова. — М.: Эксмо, 2009. — 223 с. — (Религия. Настоящее христианство). — ISBN 978-5-699-38007-7.Иисус: последние дни. Что же произошло на самом деле. — М.: Эксмо, 2009
- Иоанн — Евангелие. Популярный комментарий — М.: ББИ, 2008.
- Иисус. Надежда постмодернистского мира. — Черкассы: Коллоквиум, 2006
- Иисус и победа Бога. — М.: ББИ, 2004.
- Иуда и Евангелие Иисуса. — М.: Эксмо, 2009
- Лука — Евангелие. Популярный комментарий — М.: ББИ, 2008.
- Марк — Евангелие. Популярный комментарий — М.: ББИ, 2008.
- Матфей — Евангелие. Популярный комментарий — М.: ББИ, 2010.
- Настоящее христианство. — М.: Эксмо, 2010
- Новый Завет и народ Божий. — Черкассы: Коллоквиум, 2013.
- Откровение Иоанна. Популярный комментарий — М.: ББИ, 2013.
- Павел — послания к коринфянам. Популярный комментарий — М.: ББИ, 2010.
- Павел — послания к галатам и фессалоникийцам. Популярный комментарий — М.: ББИ, 2008.
- Райт Н. Т. Павел. Пастырские Послания. 1 и 2 Послания к Тимофею и Послание к Титу = Paul for Everyone: the Pastoral Letters: 1 and 2 Timothy, and Titus / Пер. с англ. О. В. Куропаткина. — М.: ББИ, 2008. — 180 с. — (Читая Библию). — 1500 экз. — ISBN 5-89647-193-9.
- Тайна зла: откровенный разговор с Богом. — М.: Эксмо, 2010
- Что на самом деле сказал апостол Павел. — М.: ББИ, 2003

## Семья
Женат, имеет 4 детей.